# Сархорн
Сархо́рн (рос. Сархорн, чув. Сархурăн) — присілок у складі Чебоксарського району Чувашії, Росія. Входить до складу Великокатраського сільського поселення.
Населення — 119 осіб (2010; 110 у 2002).
Національний склад:
- чуваші — 100 %

Стара назва — Сар-Хорн.